# Volmari Iso-Hollo
Volmari Fritijof Iso-Hollo (5. ledna 1907 Ylöjärvi – 23. června 1969 Heinola) byl finský atlet, dvojnásobný olympijský vítěz na trati 3000 metrů překážek.

## Sportovní kariéra
V mládí se věnoval řadě sportů, na atletiku se zaměřil během vojenské služby – startoval na tratích od 400 metrů po maraton.
Na olympiádě v Los Angeles v roce 1932 zvítězil v běhu na 3000 metrů překážek. Závodníci ve skutečnosti běželi delší vzdálenost, protože rozhodčí počítající počet uběhnutých kol se spletl a nesignalizoval zvoněním do závěrečného kola. Startující tak běželi o kolo více a Iso Hollo ztratil možnost vytvořit světový rekord. Na stejné olympiádě získal stříbrnou medaili v běhu na 10 000 metrů.
O rok později vytvořil v Lahti světový rekord v běhu na 3000 metrů překážek časem 9:09,4. V Berlíně v roce 1936 obhájil olympijské vítězství na této trati a zároveň vytvořil nový světový rekord 9:03,8. Na stejné olympiádě vybojoval bronzovou medaili v běhu na 10 000 metrů.